# Xenagama batillifera
Xenagama batillifera — вид ігуаноподібних ящірок родини агамових (Agamidae). Ендемік Сомалі.

## Поширення і екологія
Xenagama batillifera мешкають на півночі Сомалі, в провінціях Санааг, Сул і Тогдер. Вони живуть в навпівпустелях та саванах, на висоті від 1300 до 1800 м над рівнем моря. Віддають перевагу рівнинним місцевостям та глинистим і піщаним ґрунтам, не зустрічаються в місцевостях з кам'янистими грунтами. Викопують нори біля підніжжя чагарників. Хоча поза сезоном розмноження агами ведуть поодинокий спосіб життя, ці нори можуть розташовуватися на відстані 1,5 м одна від одної. Відкладають яйця.